# Субару
„Субару“ (на японски: スバル) е японски производител на автомобили, подразделение на компанията Subaru Corporation.
Към 2022 година компанията разполага с пет завода, един от които извън Япония.